# Čagrovac
Čagrovac (izvirno srbsko Чагровац) je naselje v Srbiji, ki upravno spada pod Občino Gadžin Han; slednja pa je del Niškega upravnega okraja.

## Demografija
V naselju, katerega izvirno (srbsko-cirilično) ime je Чагровац, živi 147 polnoletnih prebivalcev, pri čemer je njihova povprečna starost 54,2 let (54,5 pri moških in 53,8 pri ženskah). Naselje ima 82 gospodinjstev, pri čemer je povprečno število članov na gospodinjstvo 1,96.
To naselje je, glede na rezultate popisa iz leta 2002, večinoma srbsko, a v času zadnjih treh popisov je opazno zmanjšanje števila prebivalcev.
|  |

| Demografija | Demografija     | Demografija     |
| Leto        | Št. prebivalcev | Št. prebivalcev |
| ----------- | --------------- | --------------- |
|             |                 |                 |
|             |                 |                 |
|             |                 |                 |
|             |                 |                 |
| 1948        | 730             |                 |
| 1953        | 752             |                 |
| 1961        | 634             |                 |
| 1971        | 485             |                 |
| 1981        | 331             |                 |
| 1991        | 246             | 243             |
| 2002        | 161             | 161             |
|             |                 |                 |

| Etnična sestava po popisu iz leta 2002 | Etnična sestava po popisu iz leta 2002 | Etnična sestava po popisu iz leta 2002 | Etnična sestava po popisu iz leta 2002 | Etnična sestava po popisu iz leta 2002 |
| -------------------------------------- | -------------------------------------- | -------------------------------------- | -------------------------------------- | -------------------------------------- |
| Srbi                                   | Srbi                                   |                                        | 158                                    | 98,13%                                 |
| Hrvati                                 | Hrvati                                 |                                        | 1                                      | 0,62%                                  |
| Neznano                                | Neznano                                |                                        | 2                                      | 1,24%                                  |